# Пенелопа-Мей Маршалл
Пенелопа-Мей Маршалл (англ. Penelope Marshall; нар. 27 липня 1989) — новозеландська плавчиня.
Учасниця Олімпійських Ігор 2012 року.
Призерка Ігор Співдружності 2010 року.